# Platonea philippsae
Platonea philippsae är en mossdjursart som först beskrevs av Harmer 1915.  Platonea philippsae ingår i släktet Platonea och familjen Tubuliporidae. Inga underarter finns listade i Catalogue of Life.